# Arbitraż (prawo)
Arbitraż (z fr. arbitrage 'sąd rozjemczy' od łac. arbiter 'świadek; rozjemca') – metoda rozwiązywania sporów prawnych bez udziału sądu powszechnego, w której kompetencje takiego sądu powierza się bezstronnemu specjaliście.

## Wady i zalety arbitrażu
Do zalet arbitrażu należy to, że:
- zazwyczaj jego koszty są niższe niż opłaty sądowe w przypadku postępowania przed sądem państwowym (adiudykacja),
- postępowanie arbitrażowe jest też na ogół szybsze niż postępowania przed sądem państwowym (adiudykacja),
- istnieje w nim również możliwość, jeśli strony tak ze sobą uzgodnią, wydania wyroku w oparciu o zasady słuszności (tzw. orzekania ex aequo et bono),
- orzeczenie sądu arbitrażowego jest z reguły ostateczne – jeśli regulamin tego sądu lub strony nie przewidziały możliwości odwołania się od niego do jakiegoś innego sądu arbitrażowego – i tylko w wyjątkowych sytuacjach można je później próbować wzruszyć w postępowaniu przed sądem państwowym,
- możliwość wybrania na arbitra specjalisty w danej dziedzinie[2].

Do wad arbitrażu należy to, że:
- strony mogą nie darzyć arbitrów zaufaniem - mogą nie wierzyć zarówno w ich uczciwość, neutralność, bezstronność i ogólną sprawność intelektualną, jak i w samą znajomość przez nich obowiązującego prawa lub ich zdolność do wymierzania sprawiedliwości.
- jedna strona może się też nie zgadzać na wybór na arbitra (arbitrów) osoby (osób), na obranie której (których) nastaje druga strona i vice versa[3].

## Charakter arbitrażu
Może mieć charakter ad hoc, instytucjonalny oraz administrowany. W arbitrażu ad hoc zazwyczaj każda ze stron sporu wybiera własnego arbitra (lub arbitrów), a ci następnie powołują arbitra przewodniczącego. Tak wybrany skład rozstrzyga spór w oparciu o uzgodnione wcześniej zasady.
Aby spór mógł być rozstrzygnięty przez arbitraż, strony stosunku prawnego muszą na to wyrazić zgodę w formie zawarcia umowy o arbitraż lub klauzuli w umowie łączącej strony, zwanych zapisem na sąd polubowny.

### Międzynarodowy arbitraż instytucjonalny
Instytucjami na płaszczyźnie międzynarodowej zajmującymi się arbitrażem handlowym są Międzynarodowy Sąd Arbitrażowy (International Court of Arbitration ICC) w Paryżu, Amerykańskie Stowarzyszenie Arbitrażowe (American Arbitration Association), Londyński Sąd Arbitrażu Międzynarodowego w Londynie (London Court of International Arbitration), Centrum Arbitrażowe Austriackiej Izby Gospodarczej w Wiedniu (Internationales Schiedsgericht der Wirtschaftskammer Österreich), Instytut Arbitrażowy Sztokholmskiej Izby Handlowej w Sztokholmie (The Arbitration Institute of the Stockholm Chamber of Commerce), Niemiecki Instytut Sądownictwa Polubownego (Deutsche Institution für Schiedsgerichtsbarkeit e.v.), czy też Międzynarodowy Sportowy Sąd Arbitrażowy w Lozannie, Sąd Arbitrażowy Służb w Bartoszycach.

### Arbitraż instytucjonalny w Polsce
Arbitraż instytucjonalny oraz administrowany funkcjonuje w oparciu o profesjonalną organizację zajmującą się arbitrażem. Przykładami stałych Sądów Polubownych w Polsce są Sąd Arbitrażowy przy Krajowej Izbie Gospodarczej w Warszawie (największa tego typu instytucja arbitrażowa w Polsce 300 – 500 spraw rocznie), Sąd Arbitrażowy przy Polskiej Konfederacji Pracodawców Prywatnych ”Lewiatan”, Sąd Arbitrażowy przy Regionalnej Izbie Gospodarczej w Katowicach, Sąd Arbitrażowy przy Małopolskiej Izbie Rzemiosła i Przedsiębiorczości w Krakowie, Gospodarczy Sąd Arbitrażowy w Poznaniu przy Wielkopolskiej Izbie Budownictwa, Sąd Arbitrażowy przy Wielkopolskiej Izbie Przemysłowo- Handlowej w Poznaniu, Podkarpacki Stały Sąd Polubowny-Arbitrażowy w Rzeszowie, Sąd Arbitrażowy przy Nowotomyskiej Izbie Gospodarczej w Nowym Tomyślu, Międzynarodowy Sąd Arbitrażowy we Wrocławiu, Sąd Arbitrażowy przy Izbie Bawełny w Gdyni, Sąd Arbitrażowy przy Stowarzyszeniu Inżynierów Doradców i Rzeczoznawców w Warszawie, Sąd Arbitrażowy Służb w Bartoszycach,  Sąd Arbitrażowy Ludów Tubylczych (SALT) w Rudach.